# Kolkoch
Kolkoch (ou Mada Kolkoch, Madakolkos, Mada Kolkoss) est une localité du Cameroun située dans le département du Mayo-Sava et la Région de l'Extrême-Nord, à proximité de la frontière avec le Nigeria. Elle fait partie de l'arrondissement de Tokombéré et du canton de Mada.

## Population
En 1966-1967 la localité comptait 474 habitants, principalement des Mada. À cette date elle disposait d'une école publique à cycle complet et d'une école franco-arabe à cycle incomplet, d'un marché d'arachide, d'un marché de coton et d'un marché hebdomadaire le mercredi, d'un poste agricole.
Lors du recensement de 2005, 1 793 personnes y ont été dénombrées.